# Walter Benítez (football, 1972)
Pour les articles homonymes, voir Walter Benítez et Benítez.
Walter Manuel Benítez Rosales (né le 4 juin 1972 à Jiguaní) est un ancien joueur et entraîneur cubain de football. Il a été sélectionneur de Cuba pendant trois ans (de 2012 à 2015).

## Biographie
Benítez intègre les sélections U-17 et U-23 de Cuba puis évolue durant 15 ans dans le championnat de Cuba (13 ans au CF Granma et deux ans au FC Santiago de Cuba) avant de tirer sa révérence comme joueur en 2004.
Depuis, il s'est surtout distingué comme sélectionneur de l'équipe cubaine de football avec laquelle il a remporté la Coupe caribéenne des nations 2012 et atteint les quarts-de-finale de la Gold Cup 2013. Remplacé par Raúl González Triana, Benítez devient son adjoint et dirige le premier match de Cuba à la Gold Cup 2015, contre le Mexique, en raison d'un problème de visa du premier qui l'empêche de voyager aux États-Unis. 
Il poursuit sa carrière d'entraîneur en République dominicaine, d'abord à la tête de l'Atlético Vega Real en 2017, puis au sein de l'Atlántico FC en 2021.

## Palmarès(entraîneur)
- Vainqueur de la Coupe caribéenne des nations : 2012 avec Cuba.